# Szczeć owłosiona
Szczeć owłosiona (Dipsacus pilosus L.) – gatunek rośliny z rodziny przewiertniowatych.

## Rozmieszczenie geograficzne
Zasięg obejmuje południową i środkową Europę od Hiszpanii po południową Rosję. Północna granica zasięgu sięga do Wielkiej Brytanii, Danii, Polski i Białorusi. Rośnie też w południowo-zachodniej Azji – w Azji Mniejszej, rejonie Kaukazu po północny Iran. W Polsce jest to gatunek rzadki. Większość stanowisk skupionych jest w południowo-wschodniej części kraju. Rośnie też na w województwie opolskim i dolnośląskim i na bardzo nielicznych stanowiskach w dolinach dolnej Odry i Wisły.

## Morfologia

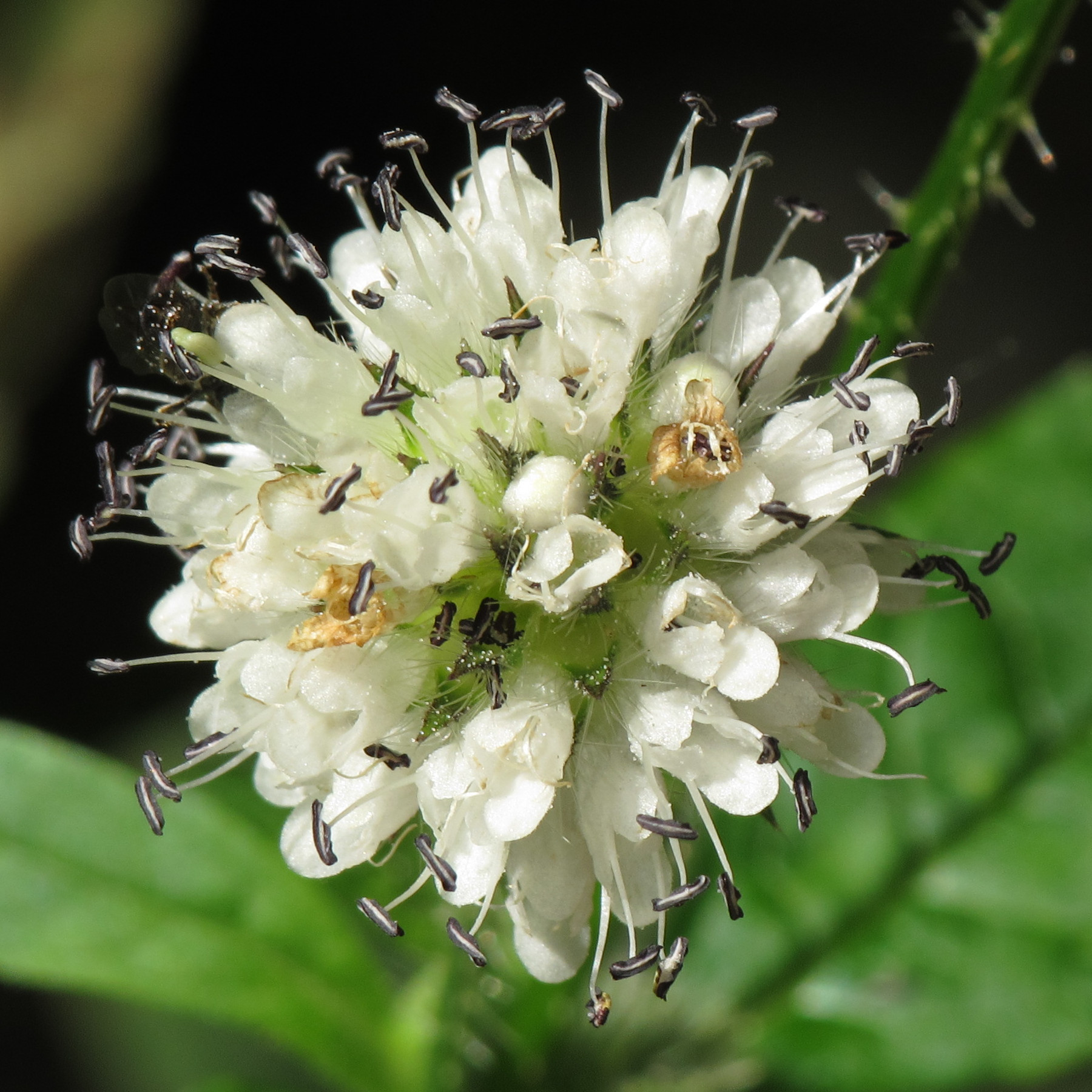
Kwiatostan

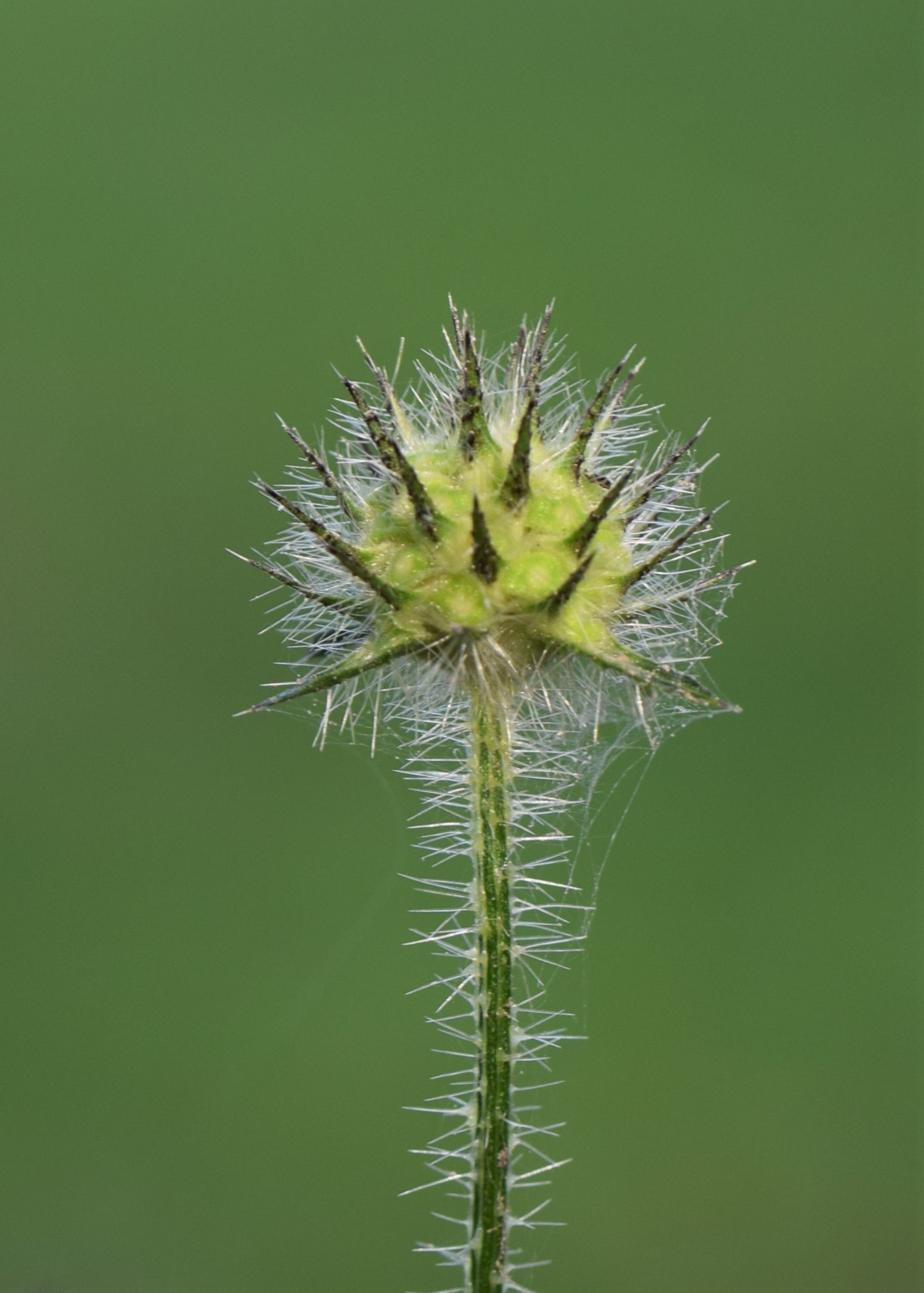
Owoce i orzęsione do końców przysadki

PokrójRoślina dwuletnia o wysokości od 60 do 120 cm.
ŁodygaWzniesiona, rozgałęziona, łodyga szczeciniasto owłosiona i kolczasta.
LiścieJajowate lub eliptyczne, grubo piłkowane. Dolne zwykle lirowato-pierzasto-dzielne, długoogonkowe. Górne krótkoogonkowe, zwykle tylko z jedną parą listków u nasady. Liście na brzegu są pokryte rzadkimi, szczeciniastymi włoskami.
KwiatyBiałe lub żółtawobiałe zebrane w gęste kuliste główki o średnicy 1,5–2 cm. Przysadki podobnej długości jak kwiaty, do 1 cm długości, wyciągnięte w niekolczasty orzęsiony do szczytu koniec długości 5 mm. Listki okrywy (u podstawy kwiatostanu) krótsze od kwiatów, wąsko jajowate, zaostrzone i szczeciniasto orzęsione, na końcu ze szczecinką.
Gatunek podobnySzczeć zgrzebłowata występująca w Europie południowo-wschodniej jako gatunek rodzimy, zawlekana do Europy Środkowej. Różni się przysadkami osiągającymi do 2 cm, znacznie dłuższymi od kwiatów, wyciągniętymi w kolcowaty koniec długości 1 cm, orzęsionymi tylko w dolnej części. Górne liście mają zwykle 2–3 pary mniejszych listków w dolnej części. Inne gatunki szczeci w Europie Środkowej mają podłużnie jajowate kwiatostany.

## Biologia i ekologia
Roślina dwuletnia. W Polsce kwitnie od lipca do sierpnia. Rośnie w widnych lasach, łęgach, na brzegach rzek, wilgotnych brzegach lasów i dróg.

## Zagrożenia i ochrona
Umieszczona na polskiej czerwonej liście w kategorii NT (bliski zagrożenia).